# Orde van Daniel van Galicië
De Orde van Daniel van Galicië (Oekraïens: орден  Данила  Галицького, orden Danyla Halytskoho) is een onderscheiding van Oekraïne.
De orde werd op 20 februari 2003 ingesteld onder president Leonid Koetsjma en kan worden verleend aan personeelsleden van de Oekraïense strijdkrachten en ambtenaren voor de erkenning van hun betekenisvolle persoonlijke bijdrage aan de ontwikkeling van Oekraïne, en eerlijke en onberispelijke dienstverlening aan het Oekraïense volk. De orde kent een enkele graad en heeft een civiele en militaire ("met de zwaarden") uitvoering. De Orde van Daniel van Galicië die wordt uitgereikt aan Oekraïense militairen bevat de afbeelding van gekruiste zwaarden op het lint.
De orde is vernoemd naar Daniel van Galicië.
Orden van Oekraïne

Held van Oekraïne (Gouden Ster · van de Natie)

Vrijheid ·
Vorst Jaroslav de Wijze ·
Verdienste ·
Bohdan Chmelnytsky ·
Helden van de Hemelse Honderd ·
Dapperheid ·
Vorstin Olha ·
Daniel van Galicië ·
Dapper Werk in de Mijnen

Oekraïense presidentiële en militaire onderscheidingen

Kruis voor Militaire Verdienste ·
Ivan Mazepa-Kruis ·
Geëerd Beoefenaar van de Kunsten ·
25 jaar onafhankelijkheid ·
Gouden Hart

Ereteken ·
Medaille voor steun aan de Oekraïense strijdkrachten

Zie ook orden, onderscheidingen en medailles van:

Oekraïne (draagvolgorde) · 
Oekraïense Volksrepubliek (Orde van het IJzeren Kruis) · 
 OekSSR (Rode Vlag van de Arbeid)